# Vòng loại Giải vô địch bóng đá thế giới 1962 – Khu vực châu Âu
Vòng loại khu vực châu Âu cho Giải vô địch bóng đá thế giới 1962 là giai đoạn để tuyển chọn các đội tuyển của UEFA nhằm xác định suất tham dự Vòng chung kết được tổ chức tại Chile. Để có cái nhìn tổng quan hơn về toàn bộ vòng loại, vui lòng tham khảo bài viết Vòng loại Giải vô địch bóng đá thế giới 1962.

## Thể thức
Tổng cộng có 30 đội tuyển quốc gia tham dự và được chia thành 10 bảng, với thể thức thi đấu khác nhau tùy theo từng bảng, cụ thể như sau:
- Các Bảng 1, 2, 3, 4, 5, 6 và 8: mỗi bảng gồm 3 đội, thi đấu vòng tròn hai lượt (sân nhà và sân khách). Đội đứng đầu mỗi bảng giành quyền tham dự vòng chung kết.
- Bảng 7: gồm 5 đội, thi đấu theo thể thức loại trực tiếp, các cặp đấu diễn ra theo lượt đi và lượt về. Đội vô địch bảng giành quyền vào vòng chung kết.
- Bảng 9: gồm 2 đội, thi đấu hai lượt (sân nhà và sân khách). Đội thắng sẽ giành quyền tham dự trận play-off liên lục địa giữa UEFA và CAF (châu Phi).
- Bảng 10: gồm 2 đội, thi đấu hai lượt (sân nhà và sân khách). Đội thắng sẽ tham dự trận play-off liên lục địa giữa UEFA và AFC (châu Á).

## Vòng bảng

### Bảng 1
| VT | Đội       | ST | T | H | B | BT | BB | HS | Đ | Giành quyền tham dự                                                                |  |     |     |     |
| -- | --------- | -- | - | - | - | -- | -- | -- | - | ---------------------------------------------------------------------------------- |  | --- | --- | --- |
| 1  | Thụy Điển | 4  | 3 | 0 | 1 | 10 | 3  | +7 | 6 | Các đội kết thúc với cùng số điểm và phải thi đấu trận play-off trên sân trung lập |  | —   | 4–0 | 2–0 |
| 2  | Thụy Sĩ   | 4  | 3 | 0 | 1 | 9  | 9  | 0  | 6 | Các đội kết thúc với cùng số điểm và phải thi đấu trận play-off trên sân trung lập |  | 3–2 | —   | 2–1 |
| 3  | Bỉ        | 4  | 0 | 0 | 4 | 3  | 10 | −7 | 0 |                                                                                    |  | 0–2 | 2–4 | —   |

- Thụy Sĩ giành chiến thắng trong trận play-off trên sân trung lập.

### Bảng 2
| VT | Đội      | ST | T | H | B | BT | BB | HS | Đ | Giành quyền tham dự                                                                |  |     |     |     |
| -- | -------- | -- | - | - | - | -- | -- | -- | - | ---------------------------------------------------------------------------------- |  | --- | --- | --- |
| 1  | Pháp     | 4  | 3 | 0 | 1 | 10 | 3  | +7 | 6 | Các đội kết thúc với cùng số điểm và phải thi đấu trận play-off trên sân trung lập |  | —   | 3–0 | 5–1 |
| 2  | Bulgaria | 4  | 3 | 0 | 1 | 6  | 4  | +2 | 6 | Các đội kết thúc với cùng số điểm và phải thi đấu trận play-off trên sân trung lập |  | 1–0 | —   | 3–1 |
| 3  | Phần Lan | 4  | 0 | 0 | 4 | 3  | 12 | −9 | 0 |                                                                                    |  | 1–2 | 0–2 | —   |

- Bulgaria giành chiến thắng trong trận play-off trên sân trung lập.

### Bảng 3
| VT | Đội         | ST | T | H | B | BT | BB | HS | Đ | Giành quyền tham dự |     |     |     |     |
| -- | ----------- | -- | - | - | - | -- | -- | -- | - | ------------------- | --- | --- | --- | --- |
| 1  | Tây Đức     | 4  | 4 | 0 | 0 | 11 | 5  | +6 | 8 | 1962 FIFA World Cup |     | —   | 2–1 | 2–1 |
| 2  | Bắc Ireland | 4  | 1 | 0 | 3 | 7  | 8  | −1 | 2 |                     |     | 3–4 | —   | 2–0 |
| 3  | Hy Lạp      | 4  | 1 | 0 | 3 | 3  | 8  | −5 | 2 |                     | 0–3 | 2–1 | —   |     |

### Bảng 4
| VT | Đội      | ST | T | H | B | BT | BB | HS | Đ | Giành quyền tham dự |     |     |     |     |
| -- | -------- | -- | - | - | - | -- | -- | -- | - | ------------------- | --- | --- | --- | --- |
| 1  | Hungary  | 4  | 3 | 1 | 0 | 11 | 5  | +6 | 7 | 1962 FIFA World Cup |     | —   | 3–3 | 2–0 |
| 2  | Hà Lan   | 3  | 0 | 2 | 1 | 4  | 7  | −3 | 2 |                     |     | 0–3 | —   | –   |
| 3  | Đông Đức | 3  | 0 | 1 | 2 | 3  | 6  | −3 | 1 |                     | 2–3 | 1–1 | —   |     |

### Bảng 5
| VT | Đội        | ST | T | H | B | BT | BB | HS | Đ | Giành quyền tham dự |     |     |     |     |
| -- | ---------- | -- | - | - | - | -- | -- | -- | - | ------------------- | --- | --- | --- | --- |
| 1  | Liên Xô    | 4  | 4 | 0 | 0 | 11 | 3  | +8 | 8 | 1962 FIFA World Cup |     | —   | 1–0 | 5–2 |
| 2  | Thổ Nhĩ Kỳ | 4  | 2 | 0 | 2 | 4  | 4  | 0  | 4 |                     |     | 1–2 | —   | 2–1 |
| 3  | Na Uy      | 4  | 0 | 0 | 4 | 3  | 11 | −8 | 0 |                     | 0–3 | 0–1 | —   |     |

### Bảng 6
| VT | Đội        | ST | T | H | B | BT | BB | HS  | Đ | Giành quyền tham dự |     |     |     |     |
| -- | ---------- | -- | - | - | - | -- | -- | --- | - | ------------------- | --- | --- | --- | --- |
| 1  | Anh        | 4  | 3 | 1 | 0 | 16 | 2  | +14 | 7 | 1962 FIFA World Cup |     | —   | 2–0 | 4–1 |
| 2  | Bồ Đào Nha | 4  | 1 | 1 | 2 | 9  | 7  | +2  | 3 |                     |     | 1–1 | —   | 6–0 |
| 3  | Luxembourg | 4  | 1 | 0 | 3 | 5  | 21 | −16 | 2 |                     | 0–9 | 4–2 | —   |     |

### Bảng 7
|  | Vòng 1 | Vòng 1 | Vòng 1 | Vòng 1 |  |  | Vòng 2            | Vòng 2 | Vòng 2 | Vòng 2 |   |   | Vòng cuối | Vòng cuối | Vòng cuối | Vòng cuối |  |
|  |        |        |        |        |  |  |                   |        |        |        |   |   |           |           |           |           |  |
|  |        |        |        |        |  |  | Ý                 |        |        | w/o    |   |   |           |           |           |           |  |
|  |        |        |        |        |  |  | România (rút lui) |        |        |        |   |   |           |           |           |           |  |
|  |        |        |        |        |  |  |                   |        |        |        |   |   | Ý         | 4         | 6         | 10        |  |
|  |        |        |        |        |  |  |                   |        | Israel | 2      | 0 | 2 |           |           |           |           |  |
|  |        |        |        |        |  |  | Ethiopia          | 0      | 2      | 2      |   |   |           |           |           |           |  |
|  | Israel | 1      | 6      | 7      |  |  | Israel            | 1      | 3      | 4      |   |   |           |           |           |           |  |
|  | Síp    | 1      | 1      | 2      |  |  |                   |        |        |        |   |   |           |           |           |           |  |

### Bảng 8
| VT | Đội              | ST | T | H | B | BT | BB | HS  | Đ | Giành quyền tham dự                                                                |  |     |     |     |
| -- | ---------------- | -- | - | - | - | -- | -- | --- | - | ---------------------------------------------------------------------------------- |  | --- | --- | --- |
| 1  | Tiệp Khắc        | 4  | 3 | 0 | 1 | 16 | 5  | +11 | 6 | Các đội kết thúc với cùng số điểm và phải thi đấu trận play-off trên sân trung lập |  | —   | 4–0 | 7–1 |
| 2  | Scotland         | 4  | 3 | 0 | 1 | 10 | 7  | +3  | 6 | Các đội kết thúc với cùng số điểm và phải thi đấu trận play-off trên sân trung lập |  | 3–2 | —   | 4–1 |
| 3  | Cộng hòa Ireland | 4  | 0 | 0 | 4 | 3  | 17 | −14 | 0 |                                                                                    |  | 1–3 | 0–3 | —   |

- Tiếp Khắc giành chiến thắng trong trận play-off trên sân trung lập.

### Bảng 9
| VT | Đội         | ST | T | H | B | BT | BB | HS | Đ | Giành quyền tham dự                       |  |     |     |
| -- | ----------- | -- | - | - | - | -- | -- | -- | - | ----------------------------------------- |  | --- | --- |
| 1  | Tây Ban Nha | 2  | 1 | 1 | 0 | 3  | 2  | +1 | 3 | Giành quyền tham dự trận play-off AF–UEFA |  | —   | 1–1 |
| 2  | Wales       | 2  | 0 | 1 | 1 | 2  | 3  | −1 | 1 |                                           |  | 1–2 | —   |

### Bảng 10
| VT | Đội    | ST | T | H | B | BT | BB | HS | Đ | Giành quyền tham dự                        |  |     |     |
| -- | ------ | -- | - | - | - | -- | -- | -- | - | ------------------------------------------ |  | --- | --- |
| 1  | Nam Tư | 2  | 1 | 1 | 0 | 3  | 2  | +1 | 3 | Giành quyền tham dự trận play-off UEFA–AFC |  | —   | 2–1 |
| 2  | Ba Lan | 2  | 0 | 1 | 1 | 2  | 3  | −1 | 1 |                                            |  | 1–1 | —   |

## Play-off liên lục địa

### CAF v UEFA
| Đội 1 | TTS | Đội 2       | Lượt đi | Lượt về |
| ----- | --- | ----------- | ------- | ------- |
| Maroc | 2–4 | Tây Ban Nha | 0–1     | 2–3     |

Tây Ban Nha thắng với tổng tỷ số 4–2 và giành quyền tham dự Giải vô địch bóng đá thế giới 1962.

### UEFA v AFC
| Đội 1  | TTS | Đội 2    | Lượt đi | Lượt về |
| ------ | --- | -------- | ------- | ------- |
| Nam Tư | 8–2 | Hàn Quốc | 5–1     | 3–1     |

Nam Tư thắng với tổng tỷ số 8–2 và giành quyền tham dự Giải vô địch bóng đá thế giới 1962

## Đội tuyển vượt qua vòng loại
10 đội tuyển sau đến từ UEFA vượt qua vòng loại tham dự Giải vô địch bóng đá thế giới 1962
| Đội tuyển   | Tư cách vượt qua vòng loại         | Ngày vượt qua vòng loại | Số lần tham dự FIFA World Cup trước đây1 |
| ----------- | ---------------------------------- | ----------------------- | ---------------------------------------- |
| Thụy Sĩ     | Nhất Bảng 1                        | 12 tháng 11 năm 1961    | 4 (1934, 1938, 1950, 1954)               |
| Bulgaria    | Nhất Bảng 2                        | 16 tháng 12 năm 1961    | 0 (lần đầu)                              |
| Tây Đức     | Nhất Bảng 3                        | 22 tháng 10 năm 1961    | 4 (19342, 19382, 1954, 1958)             |
| Hungary     | Nhất Bảng 4                        | 22 tháng 10 năm 1961    | 4 (1934, 1938, 1954, 1958)               |
| Liên Xô     | Nhất Bảng 5                        | 12 tháng 11 năm 1961    | 1 (1958)                                 |
| Anh         | Nhất Bảng 6                        | 25 tháng 10 năm 1961    | 3 (1950, (1954, 1958)                    |
| Ý           | Nhất Bảng 7                        | 4 tháng 11 năm 1961     | 4 (1934, 1938, 1950, 1954)               |
| Tiệp Khắc   | Nhất Bảng 8                        | 29 tháng 11 năm 1961    | 4 (1934, 1938, 1954, 1958)               |
| Tây Ban Nha | Chiến thắng trận play-off CAF-UEFA | 23 tháng 11 năm 1961    | 2 (1934, 1950)                           |
| Nam Tư      | Chiến thắng trận play-off UEFA-AFC | 26 tháng 11 năm 1961    | 4 (1930, 1950, 1954, 1958)               |

1 Chữ in đậm chỉ đội vô địch năm đó. Chữ in nghiêng chỉ quốc gia đăng cai năm đó.
2Thi đấu dưới tên gọi Đức

## Càu thủ ghi bàn
Đã có 216 bàn thắng ghi được trong 51 trận đấu, trung bình 4.24 bàn thắng mỗi trận đấu.

7 goals
- Andrej Kvašňák

5 bàn thắng
- Adolf Scherer
- Bobby Charlton
- Yngve Brodd
- Charles Antenen

4 bàn thắng
- Tomáš Pospíchal
- Nahum Stelmach
- Omar Sivori
- Yaúca
- Milan Galić

3 bàn thắng
- Jimmy Greaves
- Maryan Wisnieski
- Andreas Papaemmanouil
- Lajos Tichy
- Yehoshua Glazer
- Shlomo Levi
- Mario Corso
- Ady Schmit
- Billy McAdams
- Ralph Brand
- Ian St. John
- Rune Börjesson
- Metin Oktay
- Albert Brülls
- Gert Dörfel
- Uwe Seeler

2 bàn thắng
- Hristo Iliev
- Dimitar Yakimov
- Michalis Shialis
- Dieter Erler
- Ray Pointer
- Bobby Smith
- Kai Pahlman
- Jacques Faivre
- János Göröcs
- Károly Sándor
- Henk Groot
- Tonny van der Linden
- Jimmy McIlroy
- Jim McLaughlin
- José Águas
- David Herd
- Denis Law
- Alex Young
- Valentin Bubukin
- Mikheil Meskhi
- Slava Metreveli
- Viktor Ponedelnik
- Alfredo Di Stéfano
- Agne Simonsson
- Robert Ballaman
- Heinz Schneiter
- Dragoslav Šekularac

1 bàn thắng
- Roger Claessen
- Paul van Himst
- Marcel Paeschen
- Todor Diev
- Ivan Petkov Kolev
- Petar Velichkov
- Jiří Hledík
- Josef Jelínek
- Josef Kadraba
- Josef Masopust
- Peter Ducke
- John Connelly
- Ron Flowers
- Johnny Haynes
- Dennis Viollet
- Mohammed Awad
- Luciano Vassalo
- Sauli Pietiläinen
- Lucien Cossou
- Jean-Jacques Marcel
- Roger Piantoni
- Ernest Schultz
- Joseph Ujlaki
- Flórián Albert
- Máté Fenyvesi
- Tivadar Monostori
- Ernő Solymosi
- Amby Fogarty
- Johnny Giles
- Joe Haverty
- Boaz Kofman
- Shlomo Nahari
- Reuven Young
- José Altafini
- Antonio Angelillo
- Francisco Lojacono
- Camille Dimmer
- Nicolas Hoffmann
- Bjørn Borgen
- Eldar Hansen
- Roald Jensen
- Lucjan Brychczy
- Jan Szmidt
- Mário Coluna
- Eusébio
- Gennadi Gusarov
- Aleksei Mamykin
- Valery Voronin
- Enrique Collar
- Marcelino
- Joaquín Peiró
- Alfonso Rodríguez Salas
- Luis del Sol
- Torbjörn Jonsson
- Norbert Eschmann
- Rolf Wüthrich
- Aydın Yelken
- Ivor Allchurch
- Phil Woosnam
- Helmut Haller
- Richard Kreß
- Zvezdan Čebinac
- Dražan Jerković
- Tomislav Kaloperović
- Bora Kostić
- Petar Radaković

1 bàn phản lưới nhà
- Fernand Brosius (trong trận gặp Bồ Đào Nha)